# Philippe Rommens
Philippe Rommens (Wommelgem, 20 agosto 1997) è un calciatore belga, centrocampista del Ferencváros.

## Caratteristiche tecniche
È un mediano.

## Carriera

### Club
Prodotto del settore giovanile del PSV, debutta fra i professionisti il 19 settembre 2014 giocando con la seconda squadra del club biancorosso il match di Eerste Divisie perso 2-0 contro lo Sparta Rotterdam. Nel 2018 viene ceduto all'TOP Oss con cui gioca tre stagioni da titolare raggiungendo i play-off promozione nel 2019. Nel 2021 viene acquistato dal Go Ahead Eagles, neopromosso in Eredivisie.

### Nazionale
Nel 2015 ha segnato una rete in 2 presenze con la maglia della nazionale belga Under-19.

## Statistiche
Statistiche aggiornate al 6 settembre 2021.
| Stagione        | Squadra         | Campionato      | Campionato | Campionato | Coppe nazionali | Coppe nazionali | Coppe nazionali | Coppe continentali | Coppe continentali | Coppe continentali | Altre coppe | Altre coppe | Altre coppe | Totale | Totale |
| Stagione        | Squadra         | Comp            | Pres       | Reti       | Comp            | Pres            | Reti            | Comp               | Pres               | Reti               | Comp        | Pres        | Reti        | Pres   | Reti   |
| --------------- | --------------- | --------------- | ---------- | ---------- | --------------- | --------------- | --------------- | ------------------ | ------------------ | ------------------ | ----------- | ----------- | ----------- | ------ | ------ |
| 2014-2015       | Jong PSV        | 1D              | 2          | 0          |                 | -               | -               |                    | -                  | -                  |             | -           | -           | 2      | 0      |
| 2015-2016       | Jong PSV        | 1D              | 2          | 0          |                 | -               | -               |                    | -                  | -                  |             | -           | -           | 2      | 0      |
| 2016-2017       | Jong PSV        | 1D              | 27         | 2          |                 | -               | -               |                    | -                  | -                  |             | -           | -           | 27     | 2      |
| 2017-2018       | Jong PSV        | 1D              | 21         | 0          |                 | -               | -               |                    | -                  | -                  |             | -           | -           | 21     | 0      |
| 2018-2019       | TOP Oss         | 1D              | 33+2       | 3+0        | CO              | 2               | 1               |                    | -                  | -                  |             | -           | -           | 37     | 4      |
| 2019-2020       | TOP Oss         | 1D              | 28         | 9          | CO              | 2               | 0               |                    | -                  | -                  |             | -           | -           | 30     | 9      |
| 2020-2021       | TOP Oss         | 1D              | 20         | 4          | CO              | 0               | 0               |                    | -                  | -                  |             | -           | -           | 20     | 4      |
| 2021-2022       | Go Ahead Eagles | ED              | 4          | 0          | CO              | 0               | 0               |                    | -                  | -                  |             | -           | -           | 4      | 0      |
| Totale carriera | Totale carriera | Totale carriera | 139        | 18         |                 | 4               | 1               |                    | -                  | -                  |             | -           | -           | 143    | 19     |

## Palmarès
- Campionato ungherese: 1

Ferencvaros: 2024-2025